# Stephanie Munk
Stephanie Munk (* 20. März 1976) ist eine deutsche Juristin. Sie ist seit Juli 2022 Richterin am Bundesgerichtshof.

## Leben und Wirken
Munk war nach dem Abschluss ihrer juristischen Ausbildung zunächst eineinhalb Jahre als Rechtsanwältin tätig. Im August 2005 trat sie in den Justizdienst des Landes Niedersachsen ein und war den Staatsanwaltschaften Hannover und Lüneburg sowie dem Landgericht Hannover zugeteilt. 2009 wurde sie bei dem Landgericht Hannover zur Richterin am Landgericht ernannt. Von Oktober 2011 bis September 2014 war Munk als wissenschaftliche Mitarbeiterin an den Bundesgerichtshof abgeordnet. Von August 2016 bis Dezember 2018 erfolgte eine Abordnung an das Niedersächsische Justizministerium. Während dieser Abordnung wurde sie im Januar 2017 zur Richterin am Oberlandesgericht ernannt. Seit Januar 2019 war sie bei dem Oberlandesgericht Celle tätig.
Nach ihrer Ernennung zur Richterin am Bundesgerichtshof am 1. Juli 2022 wies das Präsidium Munk dem 1. Strafsenat zu, der neben allgemeinen Revisionen in Strafsachen aus den Bezirken der Oberlandesgerichte München, Stuttgart und Karlsruhe insbesondere für die Revisionen in Steuer- und Zollstrafsachen zuständig ist.